# James Abercromby
James Abercromby o Abercrombie (1706 – 1781) va ser un general escocès que va participar en la Guerra Franco-índia. La seva principal actuació en la guerra va ser en la Batalla de Carillon, un gran fracàs britànic.

## Biografia
Va néixer a Escòcia en una família adinerada. Va entrar a l'exèrcit en 1742 i va ser ascendit a coronel en 1746. Va adquirir el rang de general en 1756. Abercromby va liderar una brigada a Louisbourg en 1757 i es va convertir en comandant en cap de les tropes britàniques a Amèrica del Nord.
En 1758 va liderar una expedició contra Fort Carillon. Abercromby era un gran logístic que va aconseguir unir i fer marxar a més de 16.000 homes amb queviures i canons a través de boscos. No obstant això li faltava lideratge a l'hora de dirigir a les seves tropes en la batalla, per la qual cosa les seves tropes ho van sobrenomenar Mrs. Nanny Cromby (Senyoreta mainadera Cromby en anglès). El 8 de juliol, intentant atacar Fort Carillon va sofrir més de 2.000 baixes entre morts i ferits en una batalla contra 3.000 francesos i indígenes. El gran error de Abercromby va ser intentar usar un atac frontal a l'estil dels usats a Europa en un territori en el qual s'havia demostrat que era difícil o inútil. Es va haver de retirar a Lake George.
Després d'aquest desastre va ser reemplaçat per Jeffrey Amherst i va ser cridat a tornar a Anglaterra en 1759. A Gran Bretanya es va convertir en membre del Parlament i va ser un dels principals impulsors de la política agressiva contra les colònies americanes.